# Sanningen (film, 1960)
Sanningen (franska: La Vérité) är en fransk dramafilm från 1960 i regi av Henri-Georges Clouzot och med Brigitte Bardot i huvudrollen. Den handlar om en kvinna som står anklagad för att ha mördat sin älskare, en känd pianist. Rättegången skildras växelvis med tillbakablickar från händelseförloppet.
Lanseringen av filmen var delvis präglad av turbulens i huvudrollsinnehaverskans privatliv. Filmen blev nominerad till en Oscar för bästa utländska film. Den hjälpte till att etablera Bardot som skådespelerska även i allvarliga roller.

## Medverkande
- Brigitte Bardot som Dominique Marceau
- Charles Vanel som Guérin, försvarsadvokat
- Paul Meurisse som Éparvier, åklagare
- Sami Frey som Gilbert Tellier
- Marie-José Nat som Annie Marceau
- Louis Seigner som domaren
- André Oumansky som Ludovic
- Jacqueline Porel som Guérins assistent
- Jean-Louis Reynold som Michel
- Christian Lude som Monsieur Marceau, översten
- Suzy Willy som Madame Marceau

## Tillkomst
Att ge huvudrollen till Brigitte Bardot var Henri-Georges Clouzots fru Véra Clouzots förslag. Bardot hade gjort allvarliga roller tidigare, men var främst förknippad med lättsamma komedier. För rollen som den manlige älskaren testades flera kända skådespelare, däribland Jean-Paul Belmondo, som dock ansågs vara för kaxig. Bardot föreslog Jean-Louis Trintignant, men Henri-Georges Clouzot bestämde sig till slut för Sami Frey.
Tre månader före inspelningsstarten hade Bardot fött en son. Inspelningen drog igång 2 maj och varade till september 1960. Utomhusscenerna spelades in i Paris och ateljéscenerna i Studios Joinville i samma stad. I en scen ville Clouzot att Bardot skulle gråta på riktigt. Han provade att förolämpa henne på alla sätt han kunde komma på, men fick henne bara att skratta. När han istället örfilade henne lämnade hon inspelningen och krävde att regissören skulle be om ursäkt innan hon återvände. I scenen där Bardots roll försöker begå självmord ville Clouzot att skådespelerskan skulle svettas och dregla ymnigt. När Bardot bad om huvudvärkstabletter passade regissören på att lägga starkare piller i glaset, vilket hade som effekt att hon var omtöcknad i flera dagar efteråt. Bardots far ville stämma produktionen men nöjde sig, efter producenten Raoul Lévys medling, med att Clouzot skriftligen lovade att aldrig göra någonting liknande igen.

## Utgivning
Efter att inspelningen var slut inledde Bardot en relation med Frey. Vid ett tillfälle följde hennes make Jacques Charrier efter henne och hamnade i slagsmål med Frey, vilket fångades på bild av flera fotografer. Den 28 september 1960, på sin 26:e födelsedag, försökte Bardot ta livet av sig med champagne, sömntabletter och uppskurna handleder, men upptäcktes i tid och kunde föras till sjukhus. Eftersom hennes roll i Sanningen också försöker ta livet av sig anklagades händelsen i delar av pressen för att vara ett sätt att få publicitet.
Filmen hade premiär i Frankrike 2 november 1960. Den sålde 5 694 993 biobiljetter i hemlandet. Den släpptes i Sverige 26 december samma år. I Förenta staterna blev den tilldelad Samuel Goldwyn international award, föregångaren till Golden Globe Award för bästa utländska film, i en delad vinst med den svenska filmen Jungfrukällan och den brittiska Gröna nejlikan. Den blev Oscarsnominerad för bästa utländska film.